# Tommaso III di Saluzzo
Tommaso III (Saluzzo, 1356 – Saluzzo, 1416) fu marchese di Saluzzo.

## Biografia
Era figlio del marchese Federico II del Vasto e della consorte Beatrice di Ginevra (1335-1392). Tommaso cercò di continuarne la politica filofrancese, soprattutto per la minaccia costituita dal duca Amedeo VIII di Savoia, che aspirava ad unificare tutto il Piemonte: decise saggiamente di assoggettarsi alla volontà dei francesi e pagarne tributi.
Il vassallaggio nei confronti della Francia, che non minò l'indipendenza del marchesato, ebbe il vantaggio di far conoscere la cultura francese che venne comunicata al principe Tommaso già dalla giovane età: compì sovente viaggi nella vicina terra d'oltralpe (in particolare nel 1375, 1389, 1401, 1403 e 1405). D'altronde, sotto il governo del padre Federico, fu proprio lui a siglare il trattato che sanciva la sottomissione alla Francia.
Non si deve dimenticare un fatto assai importante nella vita del principe: nel 1394 Tommaso venne catturato dalle armate sabaude mentre stava compiendo un'incursione nel territorio di Monasterolo. Imprigionato prima a Savigliano e poi a Torino, Tommaso venne liberato solo nel 1396 in cambio di un riscatto di 20.000 fiorini d'oro.
Morto il padre nello stesso anno, Tommaso gli succedette. Nel 1403 sposò Margherita, figlia di Ugo II de Pierrepont conte di Roussy e Braine.
Nel 1413 però Amedeo VIII di Savoia, approfittando delle lotte dinastiche francesi, ricorse alle armi; assediò Saluzzo e costrinse il marchese Tommaso II a riconoscersi suo vassallo.

### LoChevalier Errant

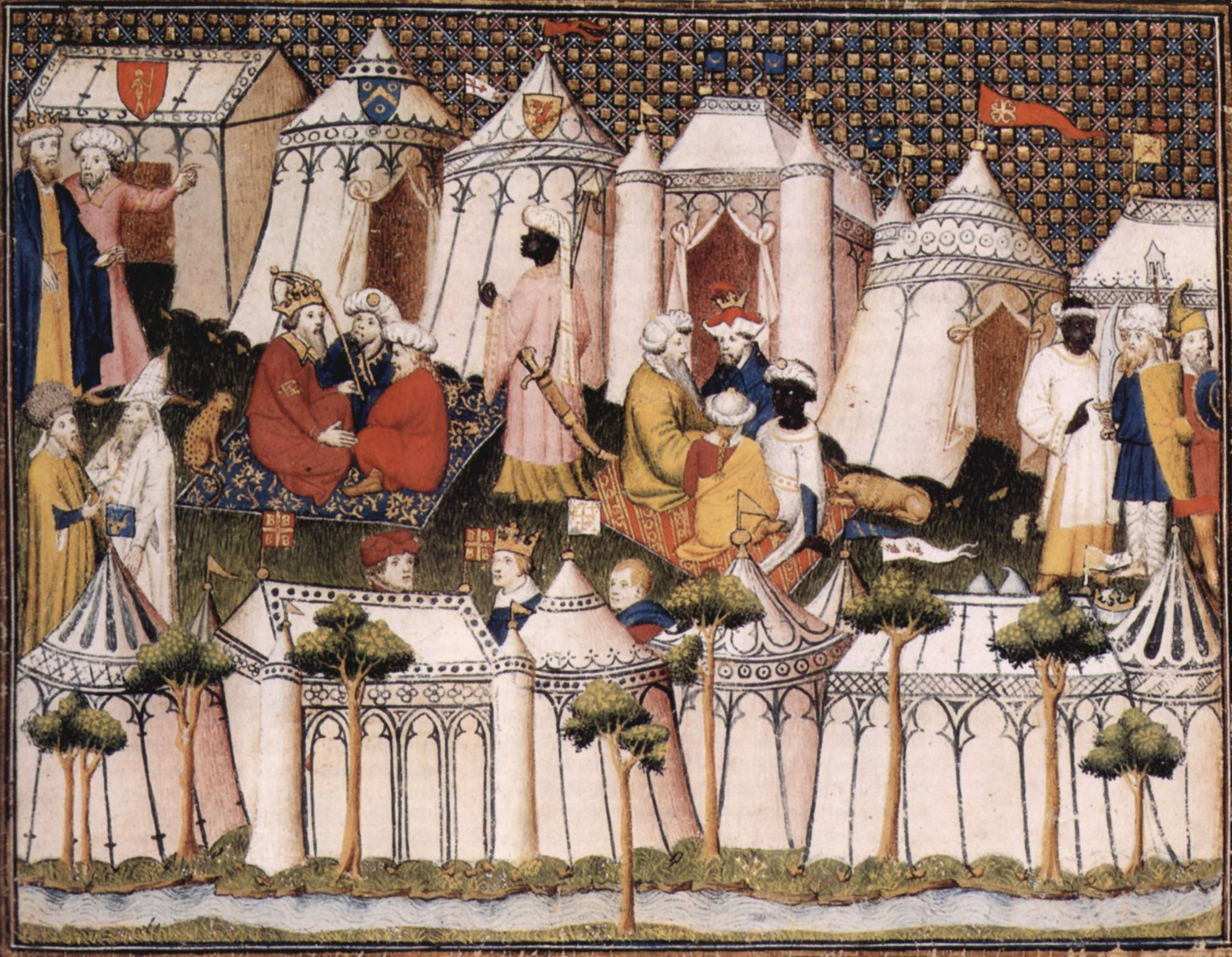
Miniatura tratta dal Maestro della Cité des Dames, conservata nella Biblioteca Nazionale di Parigi, che raffigura un episodio dello Chevalier Errant di Tommaso III.

Uomo di grande cultura, Tommaso III di Saluzzo fu autore di uno dei più importanti testi cavallereschi medioevali, Le Chevalier Errant (Cavaliere errante), scritto con tutta probabilità tra il 1394 e il 1396, durante la prigionia a Torino.
Con l'opera il marchese volle rappresentare un'allegoria della vita, seguendo il viaggio di un cavaliere anonimo che conduceva nei mondi di Amore, Fortuna e Conoscenza.
Il poema, elaborato in francese (che da tempo aveva sostituito, in Piemonte, il provenzale), ebbe una notevole influenza sulla cultura piemontese del periodo, nonostante il libro fosse probabilmente destinato ad un pubblico colto, o forse ai soli membri della corte (lo confermerebbe il fatto che esistono oggi solo due copie manoscritte dello Chevalier Errant): l'arte ricevette, tramite questa composizione, un significativo influsso specie negli affreschi del quattrocentesco castello della Manta.

### La successione a Tommaso III
Quando sopraggiunse la tarda età, il marchese volle che il suo successore fosse il giovanissimo figlio Ludovico I. Tuttavia il principe era troppo giovane per poter regnare: nel testamento, dunque, Tommaso incluse che fosse il figlio illegittimo Valerano a mantenere la reggenza fino alla maggiore età del fratellastro. Reggenza che fu confermata anche dalla marchesa Margherita nel suo testamento del 1419.

## Matrimonio e discendenza
Tommaso sposò Margherita di Roucy († 1419), figlia di Hugues II di Roucy di Pierrepont (†1395) e di Blanche di Coucy († 1437), dalla quale ebbe:
- Giovanna di Saluzzo (†1458), che sposò  Guy IV di Clermont Nesle (1390 – 1473);
- Ricciarda di Saluzzo (†1474), che sposò Niccolò III d'Este (1383-1441);
- Ludovico I, marchese di Saluzzo (1406-75) che sposò Isabella di Monferrato;
- Beatrice di Saluzzo, una suora;
- Isabella di Saluzzo, che sposò Georges du Raynier.

Figli illegittimi con la sua amante Olmeta Soglio:
- Valerano di Saluzzo "Il Bordo" (1370-1443) che sposò a Clemenza Provana;
- Lanzarote di Saluzzo;
- Giovanna di Saluzzo, sorella e abadessa a Santa Maria di Staffarda;
- Elena (madre sconosciuta).

## Ascendenza
|                        |                      |                              | Genitori               |  |  | Nonni |  |  | Bisnonni              |  |  | Trisnonni              |  |
|                        |                      |                              |                        |  |  |       |  |  | Federico I di Saluzzo |  |  | Manfredo IV di Saluzzo |  |
|                        |                      |                              |                        |  |  |       |  |  | Federico I di Saluzzo |  |  | Manfredo IV di Saluzzo |  |
|                        |                      | Beatrice di Sicilia          |                        |  |  |       |  |  | Federico I di Saluzzo |  |  |                        |  |
| Tommaso II di Saluzzo  |                      |                              |                        |  |  |       |  |  | Federico I di Saluzzo |  |  |                        |  |
|                        |                      | Margherita de La Tour du Pin | Umberto I del Viennois |  |  |       |  |  |                       |  |  |                        |  |
|                        |                      | Margherita de La Tour du Pin | Umberto I del Viennois |  |  |       |  |  |                       |  |  |                        |  |
|                        |                      | Margherita de La Tour du Pin | Anna di Borgogna       |  |  |       |  |  |                       |  |  |                        |  |
| Federico II di Saluzzo |                      | Margherita de La Tour du Pin |                        |  |  |       |  |  |                       |  |  |                        |  |
|                        |                      | Galeazzo I Visconti          | Matteo I Visconti      |  |  |       |  |  |                       |  |  |                        |  |
|                        |                      | Galeazzo I Visconti          | Matteo I Visconti      |  |  |       |  |  |                       |  |  |                        |  |
|                        |                      | Galeazzo I Visconti          | Bonacossa Borri        |  |  |       |  |  |                       |  |  |                        |  |
| Ricciarda Visconti     |                      | Galeazzo I Visconti          |                        |  |  |       |  |  |                       |  |  |                        |  |
|                        |                      | Beatrice d'Este              | Obizzo II d'Este       |  |  |       |  |  |                       |  |  |                        |  |
|                        |                      | Beatrice d'Este              | Obizzo II d'Este       |  |  |       |  |  |                       |  |  |                        |  |
|                        |                      | Beatrice d'Este              | Jacopina Fieschi       |  |  |       |  |  |                       |  |  |                        |  |
| Tommaso III di Saluzzo |                      | Beatrice d'Este              |                        |  |  |       |  |  |                       |  |  |                        |  |
|                        | Amedeo II di Ginevra | Rodolfo di Ginevra           |                        |  |  |       |  |  |                       |  |  |                        |  |
|                        | Amedeo II di Ginevra | Rodolfo di Ginevra           |                        |  |  |       |  |  |                       |  |  |                        |  |
|                        | Amedeo II di Ginevra | Maria de La Tour du Pin      |                        |  |  |       |  |  |                       |  |  |                        |  |
| Ugo di Ginevra         | Amedeo II di Ginevra |                              |                        |  |  |       |  |  |                       |  |  |                        |  |
|                        |                      | Agnès de Chalon              | …                      |  |  |       |  |  |                       |  |  |                        |  |
|                        |                      | Agnès de Chalon              | …                      |  |  |       |  |  |                       |  |  |                        |  |
|                        |                      | Agnès de Chalon              | …                      |  |  |       |  |  |                       |  |  |                        |  |
| Beatrice di Ginevra    |                      | Agnès de Chalon              |                        |  |  |       |  |  |                       |  |  |                        |  |
|                        |                      | Guichard VI d'Anthon         | …                      |  |  |       |  |  |                       |  |  |                        |  |
|                        |                      | Guichard VI d'Anthon         | …                      |  |  |       |  |  |                       |  |  |                        |  |
|                        |                      | Guichard VI d'Anthon         | …                      |  |  |       |  |  |                       |  |  |                        |  |
| Isabelle d'Anthon      |                      | Guichard VI d'Anthon         |                        |  |  |       |  |  |                       |  |  |                        |  |
|                        |                      | Léonnette Thoire-Villars     | …                      |  |  |       |  |  |                       |  |  |                        |  |
|                        |                      | Léonnette Thoire-Villars     | …                      |  |  |       |  |  |                       |  |  |                        |  |
|                        |                      | Léonnette Thoire-Villars     | …                      |  |  |       |  |  |                       |  |  |                        |  |
|                        |                      | Léonnette Thoire-Villars     |                        |  |  |       |  |  |                       |  |  |                        |  |